# Casa de Don Juan Cosme de Albo
La Casa de don Juan Cosme de Albo o Casa de Albo es una casona solariega del primer tercio del siglo XVIII, situada en el municipio español de Limpias, en la parte nororiental de la comunidad autónoma de Cantabria. Pese a sus valores histórico-artísticos, carece de protección legal, razón por la cual la asociación Hispania Nostra la ha incluido en la Lista roja de patrimonio en peligro, que empezó a elaborar en el año 2006.

## Localización
La casa es de propiedad particular. Está enclavada en el barrio limpiense del Río, cerca del camino de san Miguel, mediante el cual se enlaza el puerto del Rivero con el barrio de la Dehesa. Ocupa el centro de una parcela, que aparece cercada mediante un muro de mampostería. Fue construida junto al arroyo Borrico y el acceso se realiza a través de un pequeño puente de piedra, que salva el cauce.

## Historia
La casa fue promovida por Juan Cosme de Albo, de quien toma su nombre, para uso residencial. Fue empezada en el año 1723 y es obra de los maestros canteros Pedro de Toca Anto y Pedro de Toca Solórzano, su hijo. Este último ejerció la mayor parte de su actividad profesional en Limpias y a él se deben otros conjuntos ubicados en el pueblo, como la Lonja del Concejo, la Casa de Roque del Rivero Palacio, la Casa de Pereda, el muelle del Rivero, la Casa de Bernales Piedra y la Casa de Diego de la Piedra. 

## Descripción
El edificio se estructura en dos bloques contiguos de forma cúbica, en los que domina la sobriedad, el gusto por los volúmenes limpios y la articulación simétrica de los distintos elementos arquitectónicos. El mayor de ellos se dispone en dos plantas, separadas entre sí mediante una línea de imposta refajada al exterior, y un ático, que queda camuflado por debajo de las cubiertas. 
Los vanos se disponen simétricamente y, en el caso de la fachada principal, aparecen ordenados en tres hileras, flanqueando la portada adintelada, que ocupa el espacio central. Sobre el dintel se eleva una puertaventana, con balcón de hierro forjado, sostenido por ménsulas. En la parte superior de la fachada, casi en contacto con el alerón del tejado, hay instalado un escudo de armas de la familia de Albo, timbrado por un yelmo y adornado con lambrequines. 
En lo que respecta a los materiales y técnicas de construcción empleados, se utilizó la mampostería, con sillares en los esquinales y en las aperturas de los muros. Las cubiertas son a cuatro aguas, con teja curva. 
Junto a la casona y dentro del perímetro de la cerca, se levanta un rollo heráldico, labrado en sillares, en el que se descansan una cruz latina y un escudo de armas, correspondiente a la familia de Albo. El conjunto se completa con dos estructuras igualmente realizadas en el primer tercio del siglo XVIII: la tapia que rodea el recinto y un puente integrado por un arco de medio punto, con rasante en forma de lomo de asno.
- Datos: Q5754814